# 상록회
상록회(常綠會)는 1938년 10월 춘천고등보통학교 학생들이 재학실절에 조직한 항일 비밀조직이다.  설립 목적은 독서 활동을 통한 민족의식 함양 및 조국 독립 및 농촌계몽활동이었다. 1938년 가을 일본 경찰에 발각되어 모든 회원이 체포된 이후 해산되었다. 당시 상록회를 조직한 지도자는 조선어학회 회원이었던 신영철(申瑛澈)이다.